# Cliff Bourland
Cliff Bourland (Estados Unidos, 1 de enero de 1921-1 de febrero de 2018) fue un velocista y medallista olímpico estadounidense, especialista en la prueba de 4x400 m en la que llegó a ser campeón olímpico en 1948.

## Carrera deportiva
En los JJ. OO. de Londres 1948 ganó la medalla de oro en los relevos de 4x400 metros, con un tiempo de 3:10.4 segundos, llegando a meta por delante de Francia (plata) y Suecia (bronce), siendo sus compañeros de equipo: Roy Cochran, Arthur Harnden y Mal Whitfield.
Falleció el 1 de febrero de 2018 a la edad de 97 años debido a complicaciones de una neumonía.